# James Stinson
James Stinson ( * 14 de septiembre de  1969 - 3 de septiembre de  2002) fue un productor de música electrónica de Detroit, Míchigan (Estados Unidos). Es conocido por su inestimable contribución a la historia del Detroit techno.

## Bio
James Stinson creció en el este de Detroit y se gradúa de la Universidad de Kettering en 1989. Fue uno de los dos miembros del grupo de techno Drexciya junto a Gerald Donald entre 1992 y 2002, produciendo los últimos álbumes por su cuenta. Murió por problemas de corazón en el 2002.

## Grupos Asociados
- Drexciya
- Clarence G
- Transllusion
- Abstract Thought
- Elecktroids
- L.A.M.
- Lab Rat XL
- The Other People Place
- Shifted Phases